# Levi-Civita-Zusammenhang
In der Mathematik, insbesondere in der riemannschen Geometrie, einem Teilgebiet der Differentialgeometrie, versteht man unter einem Levi-Civita-Zusammenhang einen
Zusammenhang auf dem Tangentialbündel einer riemannschen oder semi-riemannschen Mannigfaltigkeit, der in gewisser Weise mit der Metrik der Mannigfaltigkeit verträglich ist. Der Levi-Civita-Zusammenhang spielt beim modernen Aufbau der riemannschen Geometrie eine zentrale Rolle. Er stellt dort eine Verallgemeinerung der klassischen Richtungsableitung aus der mehrdimensionalen Differentialrechnung in euklidischen Räumen dar und ist geeignet, die Richtungsänderung eines Vektorfeldes in Richtung eines weiteren Vektorfeldes zu quantifizieren. Der Begriff des Levi-Civita-Zusammenhangs ist äquivalent zum Paralleltransport im Sinne von Levi-Civita und daher ein Mittel, um Tangentialräume in verschiedenen Punkten miteinander in Beziehung zu setzen, woher auch die Bezeichnung Zusammenhang rührt. Da die (semi-)riemannsche Geometrie ein wesentliches Werkzeug zur Formulierung der allgemeinen Relativitätstheorie ist, wird der Levi-Civita-Zusammenhang auch hier benutzt. Eine weitere Anwendung findet der Levi-Civita-Zusammenhang bei der Konstruktion des Dirac-Operators einer Spin-Mannigfaltigkeit.

## Motivation
Für Vektorfelder
{\displaystyle X} und {\displaystyle \textstyle Y=\sum _{i=1}^{n}f_{i}{\frac {\partial }{\partial x_{i}}}}
auf dem euklidischen Raum {\displaystyle \mathbb {R} ^{n}} definiert man den Levi-Civita-Zusammenhang als die Richtungsableitung von Y nach X, d. h. die Richtungsableitung der einzelnen Komponenten von Y nach X:
{\displaystyle \nabla _{X}^{\mathbb {R} ^{n}}Y=\sum _{i=1}^{n}\nabla _{X}f_{i}{\frac {\partial }{\partial x_{i}}}},
wobei {\displaystyle \nabla _{X}f_{i}} die übliche Richtungsableitung bezeichnet.
Falls {\displaystyle M\subset \mathbb {R} ^{n}} eine Untermannigfaltigkeit des {\displaystyle \mathbb {R} ^{n}} ist und {\displaystyle X,Y} Vektorfelder auf {\displaystyle M} sind, dann ist {\displaystyle \nabla _{X}^{\mathbb {R} ^{n}}Y} ein auf {\displaystyle M} definiertes Vektorfeld, dessen Bilder aber im Tangentialraum des {\displaystyle \mathbb {R} ^{n}}, nicht notwendig im Tangentialraum von {\displaystyle M} liegen. Für jedes {\displaystyle x\in M} kann man aber die orthogonale Projektion {\displaystyle p:T_{x}\mathbb {R} ^{n}\rightarrow T_{x}M} benutzen und definiert dann
{\displaystyle \nabla _{X}Y:=p(\nabla _{X}^{\mathbb {R} ^{n}}Y)}.
Dieser Zusammenhang {\displaystyle \nabla _{X}Y} erfüllt die unten angegebenen Axiome, nach dem Hauptsatz der Differentialgeometrie stimmt er also mit dem Levi-Civita-Zusammenhang überein. Der Vorteil des unten angegebenen axiomatischen Zugangs ist, dass man den Levi-Civita-Zusammenhang einer Riemannschen Mannigfaltigkeit {\displaystyle (M,g)} unabhängig von einer zu wählenden Einbettung {\displaystyle M\rightarrow \mathbb {R} ^{n}} betrachten kann.

## Definition
Es sei {\displaystyle (M,g)} eine (semi-)riemannsche Mannigfaltigkeit. Dann existiert genau ein Zusammenhang {\displaystyle \nabla } auf dem Tangentialbündel {\displaystyle TM} von {\displaystyle M} mit den folgenden Eigenschaften:
- {\displaystyle \nabla } ist torsionsfrei, d. h., es gilt

{\displaystyle \nabla _{X}Y-\nabla _{Y}X=[X,Y]}
für alle Vektorfelder {\displaystyle X}, {\displaystyle Y}. Dabei bezeichnet {\displaystyle [X,Y]} die Lie-Klammer der Vektorfelder {\displaystyle X} und {\displaystyle Y}.
- {\displaystyle \nabla } ist ein metrischer Zusammenhang, d. h., es gilt

{\displaystyle Z(g(X,Y))=g(\nabla _{Z}X,Y)+g(X,\nabla _{Z}Y)}
für alle Vektorfelder {\displaystyle X}, {\displaystyle Y} und {\displaystyle Z}.
Dieser Zusammenhang {\displaystyle \nabla } heißt Levi-Civita-Zusammenhang oder auch der riemannsche Zusammenhang von {\displaystyle (M,g)}. Es ist benannt nach Tullio Levi-Civita.

## Eigenschaften

### Hauptsatz der riemannschen Geometrie
Aus obiger Definition wird nicht klar, ob ein solcher Levi-Civita-Zusammenhang überhaupt existiert. Dies muss also erst bewiesen werden. Die Aussage, dass ein solcher Zusammenhang existiert und auch eindeutig ist, wird in der Literatur häufig Hauptsatz der riemannschen Geometrie genannt. Der Levi-Civita-Zusammenhang ist nämlich ein wesentliches Hilfsmittel zum Aufbau der riemannschen Krümmungstheorie. Denn der Krümmungstensor wird mit Hilfe eines Zusammenhangs definiert, daher bietet es sich an, in der riemannschen Geometrie den eindeutig ausgezeichneten Levi-Civita-Zusammenhang für die Definition des riemannschen Krümmungstensors zu verwenden.

### Koszul-Formel
Der Levi-Civita-Zusammenhang {\displaystyle \nabla } ist eindeutig beschrieben durch die  Koszul-Formel (benannt nach Jean-Louis Koszul)
{\displaystyle {\begin{aligned}&g(\nabla _{X}Y,Z)\\&={\frac {1}{2}}{\bigl (}X(g(Y,Z))+Y(g(Z,X))-Z(g(X,Y))-g(Y,[X,Z])-g(Z,[Y,X])+g(X,[Z,Y]){\bigl )}.\end{aligned}}}
Diese gibt eine implizite, globale Beschreibung von {\displaystyle \nabla }, die sich vor allem für einen
abstrakten Existenzbeweis von {\displaystyle \nabla } eignet. Man kann zur Konstruktion von {\displaystyle \nabla } aber auch von einer lokalen Beschreibung ausgehen.

### Christoffelsymbole
Eine lokale Beschreibung von {\displaystyle \nabla } erhält man wie folgt. Allgemein wird ein Zusammenhang auf einem Vektorbündel lokal durch seine Zusammenhangskoeffizienten beschrieben. Die Zusammenhangskoeffizienten des Levi-Civita-Zusammenhangs sind die klassischen Christoffelsymbole zweiter Art {\displaystyle \Gamma _{ij}^{k}}. Dies bedeutet im Einzelnen, dass bezüglich einer Karte {\displaystyle (U,h)} von {\displaystyle M}
{\displaystyle \nabla _{\partial _{i}}\partial _{j}=\sum _{k=1}^{n}\Gamma _{ij}^{k}\,\partial _{k}}
mit
{\displaystyle \Gamma _{ij}^{k}={\frac {1}{2}}\sum _{l=1}^{n}g^{kl}(\partial _{i}g_{jl}+\partial _{j}g_{il}-\partial _{l}g_{ij})}
gilt. Hierbei ist {\displaystyle (g^{kl})} die inverse Matrix des riemannschen Fundamentaltensors {\displaystyle (g_{kl})} und {\displaystyle (\partial _{1},\ldots ,\partial _{n})} die Koordinatenbasis der Karte {\displaystyle (U,h)}.
Da der Levi-Civita-Zusammenhang torsionsfrei ist, sind die Christoffelsymbole symmetrisch, d. h., für alle {\displaystyle i}, {\displaystyle j} und {\displaystyle k} gilt :{\displaystyle \Gamma _{ij}^{k}=\Gamma _{ji}^{k}}.
Man nennt {\displaystyle \nabla _{X}Y} die kovariante Ableitung von {\displaystyle Y} entlang {\displaystyle X}, da {\displaystyle \nabla } die klassische kovariante Ableitung aus dem Tensorkalkül von Gregorio Ricci-Curbastro und Tullio Levi-Civita verallgemeinert.

## Beziehungen zur Richtungsableitung
Es seien {\displaystyle (M,g)} eine (semi-)riemannsche Mannigfaltigkeit und {\displaystyle \nabla } der Levi-Civita-Zusammenhang von {\displaystyle (M,g)}. Außerdem seien {\displaystyle X}, {\displaystyle Y} Vektorfelder auf {\displaystyle M}. Dann lässt sich {\displaystyle \nabla _{X}Y} wie folgt als Verallgemeinerung des Begriffs der Richtungsableitung für Vektorfelder des {\displaystyle \mathbb {R} ^{n}} auffassen.
- Es sei {\displaystyle p\in M} ein Punkt. Dann hängt {\displaystyle \nabla _{X}Y} nur vom Tangentialvektor {\displaystyle X(p)} und dem Vektorfeld {\displaystyle Y} ab. Wählt man eine glatte Kurve {\displaystyle \alpha \colon (-\varepsilon ,\varepsilon )\rightarrow M} mit {\displaystyle \alpha (0)=p} und {\displaystyle \alpha '(0)=X(p)} und bezeichnet mit {\displaystyle P^{\alpha }} den Paralleltransport entlang {\displaystyle \alpha } im Sinne von Levi-Civita, so gilt
{\displaystyle (\nabla _{X}Y)(p)=\lim _{t\rightarrow 0}{\frac {P_{t}^{\alpha }(Y\circ \alpha )-P_{0}^{\alpha }(Y\circ \alpha )}{t}}.}

Das heißt, {\displaystyle (\nabla _{X}Y)(p)} ergibt sich wie die klassische Richtungsableitung als Grenzwert eines Differenzenquotienten, wobei das „Verpflanzungsgesetz“ (Hermann Weyl) von {\displaystyle T_{\alpha (0)}M} nach {\displaystyle T_{\alpha (t)}M} durch die Parallelverschiebung im Sinne Levi-Civitas gegeben ist. Im Spezialfall, in dem {\displaystyle (M,g)} der {\displaystyle \mathbb {R} ^{n}} mit der Standardmetrik ist, stimmt dieser Begriff einer Parallelitätsverschiebung mit der herkömmlichen Parallelverschiebung im {\displaystyle \mathbb {R} ^{n}} überein, sodass in diesem Fall die gewöhnliche Richtungsableitung eines Vektorfeldes entlang eines Vektorfeldes mit der neu definierten kovarianten Ableitung übereinstimmt.
- Es sei {\displaystyle p\in M} ein Punkt. Dann existiert eine Karte {\displaystyle (U,h)} um {\displaystyle p}, sodass der metrische Fundamentaltensor {\displaystyle (g_{ij})} im Punkt {\displaystyle p} bzgl. {\displaystyle (U,h)} durch {\displaystyle (g_{ij}(p))=(\delta _{ij})} gegeben ist (Normalkoordinaten). Bezüglich einer solchen Karte gilt im Punkt {\displaystyle p}
{\displaystyle (\nabla _{X}Y)(p)=\sum _{i,j=1}^{n}X_{i}(p)\left.{\frac {\partial Y_{j}}{\partial x_{i}}}(p)\partial _{j}\right|_{p},}

wenn {\displaystyle X_{i}} und {\displaystyle Y_{j}} die lokalen Koordinaten von {\displaystyle X} und {\displaystyle Y} bezüglich {\displaystyle (U,h)} sind. D. h., bezüglich normaler Koordinaten lautet die lokale Definition von {\displaystyle (\nabla _{X}Y)(p)} genau so wie im „flachen Fall“ des {\displaystyle \mathbb {R} ^{n}} mit der Standardmetrik.
Der Levi-Civita-Zusammenhang besitzt eine besonders einfache Beschreibung in dem Fall, in dem {\displaystyle (M,g)} eine riemannsche Mannigfaltigkeit ist, die dadurch entsteht, dass man die Standardmetrik des {\displaystyle \mathbb {R} ^{n}} auf eine Untermannigfaltigkeit {\displaystyle M} des {\displaystyle \mathbb {R} ^{n}} einschränkt. In diesem Fall ist der Levi-Civita-Zusammenhang {\displaystyle \nabla } von {\displaystyle (M,g)} wie folgt gegeben. Es gilt
{\displaystyle (\nabla _{X}Y)(p)=\mathrm {proj} _{T_{p}M}^{\perp }((D_{\tilde {X}}{\tilde {Y}})(p)).}
Dabei sind {\displaystyle X}, {\displaystyle Y} Vektorfelder auf {\displaystyle M}, {\displaystyle {\tilde {X}}}, {\displaystyle {\tilde {Y}}} Fortsetzungen dieser Vektorfelder zu Vektorfelder auf ganz {\displaystyle \mathbb {R} ^{n}}, {\displaystyle D_{\tilde {X}}{\tilde {Y}}} die Richtungsableitung von {\displaystyle {\tilde {Y}}} entlang des Vektorfeldes {\displaystyle {\tilde {X}}} und {\displaystyle \mathrm {proj} _{T_{p}M}^{\perp }} die orthogonale Projektion von {\displaystyle \mathbb {R} ^{n}} auf den Tangentialraum {\displaystyle T_{p}M} mit Fußpunkt {\displaystyle p}.

## Richtungsableitung entlang Kurven
Der Levi-Civita-Zusammenhang erlaubt es, den Begriff der Beschleunigung einer glatten Kurve, die in einer riemannschen Mannigfaltigkeit verläuft, zu definieren. Dies führt zu einer Beschreibung
der Geodäten der zugrundeliegenden riemannschen Mannigfaltigkeit als den beschleunigungsfreien Kurven. Zunächst definiert der Levi-Civita-Zusammenhang (so wie jeder Zusammenhang auf einem Vektorbündel) eine Richtungsableitung für Vektorfelder, die entlang einer Kurve erklärt sind. Diese Richtungsableitung misst die Änderungsrate des Vektorfeldes in Richtung der Kurve. Es sind unterschiedliche Bezeichnungen für diese Ableitung in Gebrauch. Wir nennen die gebräuchlichsten im Anschluss zur Definition.
Es sei {\displaystyle \alpha \colon I\rightarrow M} eine glatte Kurve in der riemannschen Mannigfaltigkeit {\displaystyle (M,g)} und {\displaystyle X} ein Vektorfeld entlang {\displaystyle \alpha }. Die Richtungsableitung von {\displaystyle X} entlang {\displaystyle \alpha } im Punkt {\displaystyle t_{0}\in I} ist
{\displaystyle (\nabla _{\alpha }X)(t_{0}):=\nabla _{\alpha '(t_{0})}X.}
Weitere gängige Bezeichnungen für diese Größe sind
{\displaystyle {\frac {\nabla _{\alpha }X}{dt}}(t_{0}),\quad D_{t}X(t_{0}).}
Insbesondere ist {\displaystyle \alpha '}, das Geschwindigkeitsfeld von {\displaystyle \alpha }, selbst ein Vektorfeld entlang der Kurve {\displaystyle \alpha }. Die Beschleunigung von {\displaystyle \alpha } ist das Vektorfeld {\displaystyle \nabla _{\alpha '}\alpha '} entlang {\displaystyle \alpha }. Die Kurve {\displaystyle \alpha } ist genau dann eine Geodäte der riemannschen Mannigfaltigkeit {\displaystyle (M,g)}, wenn ihre Beschleunigung verschwindet. Von einem physikalischen Standpunkt aus lassen sich also Geodäten kinematisch als die Kurven deuten, denen ein Partikel in der riemannschen Mannigfaltigkeit folgen würde, wenn er keiner Krafteinwirkung ausgesetzt ist.

## Paralleltransport
Im Allgemeinen definiert ein Paralleltransport entlang einer Kurve bezüglich eines Zusammenhangs auf einem Vektorbündel einen Isomorphismus zwischen den Fasern, deren Fußpunkte auf der Kurve liegen. Ist der Zusammenhang der Levi-Civita-Zusammenhang einer riemannschen Mannigfaltigkeit, so sind die Isomorphismen orthogonal, also längen- und winkeltreu. Der vom Levi-Civita-Zusammenhang einer riemannschen Mannigfaltigkeit induzierte Paralleltransport stimmt mit dem von Levi-Civita 1918 erstmals definierten Paralleltransport überein (vgl. Paralleltransport im Sinne von Levi-Civita). Dieser wurde in einem Spezialfall von Ferdinand Minding antizipiert.

## Riemannscher Zusammenhang
In der Theorie der Prinzipalbündel werden Zusammenhänge als Lie-Algebra-wertige 1-Formen definiert. Da das Rahmenbündel {\displaystyle \pi \colon F(M)\to M} einer riemannschen Mannigfaltigkeit {\displaystyle M} ein Prinzipalbündel mit der allgemeinen linearen Gruppe {\displaystyle GL(n,\mathbb {R} )} als Strukturgruppe ist, kann man mit Hilfe des Levi-Civita-Zusammenhanges {\displaystyle \nabla } eine Zusammenhangsform wie folgt definieren.
Seien {\displaystyle (x_{i})_{i}} lokale Koordinaten in einer Umgebung von {\displaystyle p\in M}, so dass die  Basis
{\displaystyle B=\left({\frac {\partial }{\partial x_{1}}},\ldots ,{\frac {\partial }{\partial x_{n}}}\right)}
ein Element des Rahmenbündels ist, also {\displaystyle B\in F(M)_{p}}. Die Christoffel-Symbole {\displaystyle \Gamma _{ij}^{k}} des Levi-Civita-Zusammenhangs werden dann durch
{\displaystyle \nabla _{\frac {\partial }{\partial x_{i}}}{\frac {\partial }{\partial x_{j}}}=\sum _{k=1}^{n}\Gamma _{ij}^{k}{\frac {\partial }{\partial x_{k}}}}
beschrieben. Die durch {\displaystyle \theta (X):=B^{-1}(\pi (X))} definierte {\displaystyle \mathbb {R} ^{n}}-wertige 1-Form auf {\displaystyle F(M)} habe in diesen Koordinaten die Zerlegung
{\displaystyle \theta (X)=\sum _{i=1}^{n}\theta _{ji}{\frac {\partial }{\partial x_{i}}}}.
Sei
{\displaystyle (X_{1},\ldots ,X_{n})=\left({\frac {\partial }{\partial x_{1}}},\ldots ,{\frac {\partial }{\partial x_{n}}}\right)}
die auf eine Umgebung fortgesetzte Basis von {\displaystyle T_{p}M}. Dann definiert
{\displaystyle (\omega _{ij})_{ij}=\left(\sum _{k=1}^{n}\theta _{ik}\left(dX_{jk}+\sum _{l,m}\Gamma _{ml}^{k}X_{jl}dx_{m}\right)\right)_{ij}}
eine Matrix-wertige 1-Form und es gilt
{\displaystyle \theta \in \Omega ^{1}(F(M),{\mathfrak {gl}}(n,\mathbb {R} )).}
Der durch den riemannschen Zusammenhang definierte Paralleltransport auf dem Rahmenbündel stimmt mit dem von dem Levi-Civita-Zusammenhang definierten Paralleltransport auf dem Tangentialbündel überein.
Seien {\displaystyle (\omega _{i})_{i}} die kanonischen 1-Formen des Rahmenbündels, dann hängt die Krümmungsform des Levi-Civita-Zusammenhangs mit dem Riemannschen Krümmungstensor über die Gleichung {\displaystyle \textstyle \Omega _{ij}={\frac {1}{2}}\sum _{kl}R_{ijkl}\omega _{k}\wedge \omega _{l}} zusammen.